# Urtima ting
Urtima ting var ett extra ting som hölls i häradsrätt eller lagmansrätt vid andra tidpunkter än de som föreskrevs för lagtima ting (lagmansting).
Urtima ting kunde hållas för att utreda allvarliga brott eller ett civilt ärende i vilket ena eller båda parterna förband sig att stå för de extra kostnader som sessionen medförde. Om någon av de tolv nämndemännen inte hade möjlighet att sitta ting, kunde en av de närvarande bönderna sväras in som tillfällig nämndeman.

## Finland
Urtima ting förekom under svenska tiden och autonomin fram till att lagmansrätterna avskaffades 1868 och häradsrätterna började sammanträda minst nio gånger per år. I Gamla Finland hölls urtima ting enligt svensk modell, med undantag för ståthållarskapsperioden 1784–1797.